# نایجل ویتمی
نایجل ویتمی (انگلیسی: Nigel Whitmey؛ زادهٔ ۲۳ فوریهٔ ۱۹۶۳) بازیگر و صداپیشه بریتانیایی-کانادایی است. وی از سال ۱۹۸۹ میلادی تاکنون مشغول فعالیت بوده‌است.
از فیلم‌ها یا مجموعه‌های تلویزیونی یا بازی‌های ویدئویی که وی در آن‌ها نقش داشته‌است، می‌توان به در امتداد درخشش، جفرسون در پاریس، نجات سرباز رایان، مجرم، ایالت پنجاه و یکم، اکتان، ژاکت، سایه‌های سیاه، دسته پنجم، لندن سقوط کرده‌است، پوآرو، بیش از حد خورشید، آتیلا، هلن تروآ، شیادها، دکتر هو، قانون مورفی، آدمکشان میدسامر، آتش‌نشان سام، ژو، تاج، قتلگاه: آزادی، بتلفیلد: جوخه بی‌انضباط، کرایسیس وارهد، بتلفیلد: جوخه بی‌انضباط ۲، نجات پیکاسو و فار کرای ۳ اشاره نمود.